# Rainer Borkowsky
Rainer Borkowsky (n. 18 octombrie 1942, Frankfurt am Main, Germania Nazistă) este un timonier ce a reprezentat Germania, medaliat olimpic. A participat la o ediție a Jocurilor Olimpice (1956) în care a câștigat o medalie de argint.

## Participări
Lista de mai jos prezintă principalele competiții la care a participat Rainer Borkowsky de-a lungul carierei.
- rowing at the 1956 Summer Olympics – men's coxed pair[*][2]